# Robenacoxib
Robenacoxib (tên thương mại: Onsior) là một loại thuốc chống viêm không steroid (NSAID) được sử dụng trong thuốc thú y để giảm đau và viêm ở mèo và chó.